# Podgórze (Załuże)
Podgórze – część wsi Załuże w Polsce, położona w województwie małopolskim, w powiecie dąbrowskim, w gminie Szczucin.
W latach 1975–1998 Podgórze należało administracyjnie do województwa tarnowskiego.